# Pyrrhura
Pyrrhura là một chi chim trong họ Psittacidae.